# Auseklis
|  | Aquest article tracta sobre el déu letó. Si cerqueu el poeta letó, vegeu «Miķelis Krogzemis». |

Auseklis (derivat de l'arrel Aus- - «L'albada») va ser un déu letó, personificació del cos celeste Venus. Ell és la tercera deïtat més popular a la mitologia letona després de Saulé i Mēness, però s'esmenta gairebé exclusivament en cançons populars.

## Auseklis com a símbol

Creu d'Auseklis un dels símbols pintats amb els colors de la bandera de Letònia

Auseklis és també el nom de l'estrella de vuit puntes (habitual octagramma). Un altre és l'estrella de cinc puntes, símbol de Venus en altres cultures. Per tant, tots dos signes podrien haver estat símbols d'Auseklis, utilitzats originàriament per a la protecció contra els mals esperits. Més tard, el pentagrama va esdevenir símbol dels mals esperits. Tots dos havien d'ésser elaborats sense aixecar la mà del paper.
A la dècada de 1980, l'octagramma va esdevenir el símbol del tercer despertar nacional de Letònia, que va participar en la Revolució Cantada (1987 - 1991).